# De Dietrich Type CO
Der De Dietrich Type CO ist eine Baureihe von Pkw-Modellen aus den 1900er Jahren. Dazu gehören Type SCO, Type CCO und Type TCO. Hersteller war die Société de Dietrich et Cie de Lunéville in Frankreich.

## Beschreibung
Das einzige Baujahr war 1905. Einen Vorgänger gleicher Größe gab es nicht. Nachfolger wurde der Lorraine-Dietrich Type DO des Folgeunternehmens Lorraine-Dietrich.
Der Motor entstand nach einer Lizenz von Turcat-Méry. Er ist ein Vierzylinder-Reihenmotor mit IOE-Ventilsteuerung. Jeweils zwei Zylinder sind paarweise zusammengegossen. 140 mm Bohrung und 130 mm Hub ergeben 8005 cm³ Hubraum. Der Motor war damals in Frankreich steuerlich mit 40 CV eingestuft.
Der Motor ist vorn längs im Fahrgestell eingebaut. Er treibt über Ketten die Hinterräder an. Die Bremse wirkt zeittypisch nur auf die Hinterachse.
Der Radstand beträgt beim Type SCO 2850 cm, beim Type CCO 3050 cm und beim Type TCO 3250 cm.
Ein Doppelphaeton von 1905 ist erhalten geblieben. Daneben gab es einen Phaeton.